# Anthurium munchiquense
Anthurium munchiquense är en kallaväxtart som beskrevs av Thomas Bernard Croat. Anthurium munchiquense ingår i släktet Anthurium och familjen kallaväxter. Inga underarter finns listade.